# Crowheart
Crowheart és una concentració de població designada pel cens dels Estats Units a l'estat de Wyoming. Segons el cens del 2000 tenia 163 habitants.

## Demografia
Segons el cens del 2000, Crowheart tenia 163 habitants, 62 habitatges, i 43 famílies. La densitat de població era de 2 habitants/km².
Dels 62 habitatges en un 37,1% hi vivien nens de menys de 18 anys, en un 45,2% hi vivien parelles casades, en un 16,1% dones solteres, i en un 30,6% no eren unitats familiars. En el 27,4% dels habitatges hi vivien persones soles el 8,1% de les quals corresponia a persones de 65 anys o més que vivien soles. El nombre mitjà de persones vivint en cada habitatge era de 2,63 i el nombre mitjà de persones que vivien en cada família era de 3,23.
Per edats la població es repartia de la següent manera: un 32,5% tenia menys de 18 anys, un 6,7% entre 18 i 24, un 23,9% entre 25 i 44, un 27% de 45 a 60 i un 9,8% 65 anys o més.
L'edat mediana era de 36 anys. Per cada 100 dones de 18 o més anys hi havia 120 homes.
La renda mediana per habitatge era de 35.500 $ i la renda mediana per família de 35.750 $. Els homes tenien una renda mediana de 31.111 $ mentre que les dones 30.313 $. La renda per capita de la població era de 18.434 $. Entorn del 17,8% de les famílies i el 14% de la població estaven per davall del llindar de pobresa.

## Poblacions més properes
El següent diagrama mostra les poblacions més properes.